# Heterozygotní výhoda
Termín heterozygotní výhoda popisuje stav, kdy heterozygotní jedinec vykazuje větší úspěšnost proti homozygotnímu. Tento mechanismus vysvětluje přetrvávání některých mutací nevýhodných pro homozygoty v genofondu.
Typickým příkladem je srpkovitá anémie. Jedinci kteří mají jednu alelu genu pro hemoglobin s mutaci srpkovité anémie jsou rezistentní k malárii.